# سماء الربيع

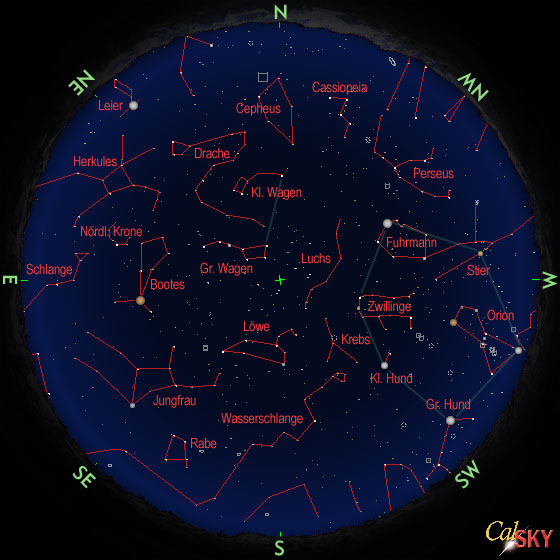
خارطة سماء الربيع في ألمانيا، نهاية شهر مارس في الساعة 23، وبالتالي في آخر أبريل في الساعة 21 بتوقيت وسط أوروبا

سماء الربيع هي جزء من خارطة النجوم، تظهر واضحة في الليالي الصافية في فصل الربيع. في هذا الجزء من السماء يظهر 15 نجما بوضوح من ضمن 30 نجم (أنظر قائمة أشد النجوم سطوعا). وتعتمد تلك المشاهدة للسماء على ثلاثة عوامل:
1. الموقع الجغرافي بالنسبة إلى خط العرض. (تختلف نصف الكرة السماوية الشمالية عن نصف الكرة السماوية الجنوبية؛ كما أن هذه الخارطة فهي للسماء كما ترى في فرانكفورت بألمانيا)
2. التاريخ حسب التقويم الميلادي، مثل 1 أبريل أو 23 ديسمبر أو غيرها،
3. التوقيت المحلي، وهو يعتمد على خط الطول الجغرافي.

## كوكبات والنجوم الساطعة
تبين الصورة خارطة النجوم كما تـُرى في فرانكفورت في ألمانيا في أواسط أبريل في الساعة 21 حسب توقيت وسط أوروبا. العلامة الخضراء في وسط الصورة هي السمت، أي النقطة السماوية الواقعة فوق رأس المشاهد في فرانكفورت. فإذا نظرنا شمالا منها وجدنا النجم القطبي Kl. Wagen الذي نعرف منه أتجاه الشمال لأنه لا يغير موقعه. خلال السنة نرى النجوم تدور حول النجم القطبي، ولهذا نسمى مجموعة النجوم القريبة من النجم القطبي نجوم أبدية الظهور. خلال السنة نرى أن كل النجوم [و الكوكبات تدور حول النجم القطبي، وبعضها البعيد على صفحة السماء عن النجم القطبي تراها تختفي في بعض أوقات السنة تحت الأفق. إن النجوم لا تدور وإنما الأرض هي التي تدور حول الشمس فيتهيأ لنا أن النجوم تدور.
تتجلى لنا تلك الحقيقة عندما نقارن سماء الربيع بسماء الخريف. وضعنا الصورتين بجانب بعضهما البعض أسفله لتسهيل المقارنة. في الصورتين نجد أن موقع النجم القطبي Kl. Wagen لم يتغير، وإنما تغيرت مواقع النجوم والكوكبات حوله. فمثلا نجد في سماء الربيع نجم الثور Stier في اتجاه الغرب ونراه في سماء الخريف في اتجاه الشرق، هذا لأن الأرض عملت نصف دورة حول الشمس (خلال ستة أشهر). وبمقارنة موقع كوكبة مثل الدب الأكبر Gr. Wagen نجدها في سماء الربيع جنوبا من النجم القطبي (بالقرب من وسط الصورة)، وفي سماء الخريف نجد كوكبة الدب الأكبر قد انتقلت وأصبحت شمالا من النجم القطبي. النجوم القريبة من النجم القطبي نشاهدها تدور حوله ولا تختفي ولذلك فهي تسمى نجوم أبدية الظهور (أنظر الصورة 4).

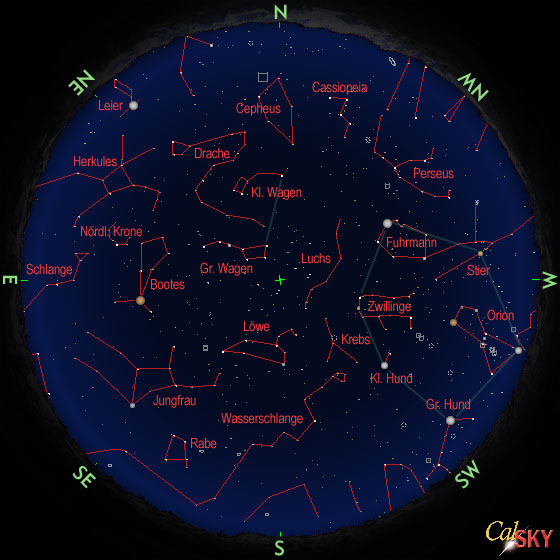
خارطة سماء الربيع في ألمانيا ، نهاية شهر مارس في الساعة 23، وبالتالي في آخر أبريل في الساعة 21 بتوقيت وسط أوروبا

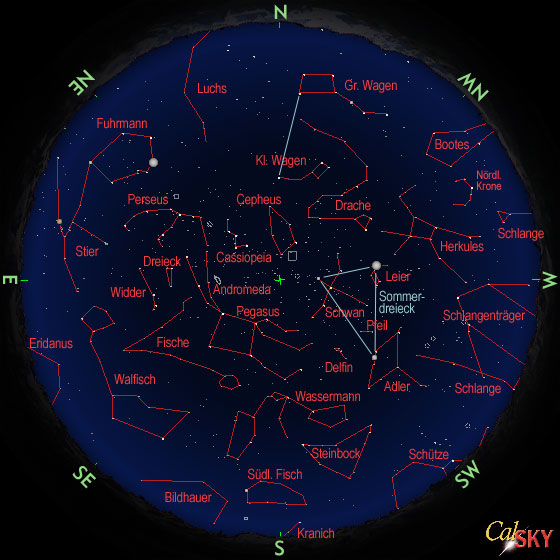
سماء الخريف كما ترى في وسط أوروبا نهاية سبتمبر الساعة 23 أو بالتالي نهاية أكتوبر الساعة 22 (توقيت وسط أوروبا)

الكوكبة البارزة هي تشكيل الدب الأكبر Großer Wagen (في وسط الصورة) فوق رأس المشاهد في فرانكفورت مباشرة، وكذلك كوكبة الأسد Löwe أسفل منها في الجنوب S . تمر بها الشمس في نهاية شهر أغسطس، بحيث تظهر كوكبة الأسد بوضوح ليلا.
كان قدماء المصريين يهتمون برصد ظهور الشعرى اليمانية Sirius حيث يكون مختفليا ويظهر مع قدوم فصل الصيف. بذلك كانوا يحسبون الأيام حتى يأتي فيضان النيل الذي يأتي كل سنة في شهر أغسطس.
بالمثل أيضا نجد نجم رجل الجبار في كوكبة الجبار Orion ، نجده في سماء الخريف في الغرب قريبا من الأفق، وإذا بحثنا عنه في سماء الربيع لا نجده، إذ يكون مختفيا تحت الأفق في الشرق. 

صورة 4: نجوم حول القطب الشمالي وهي تدور حول نجم الشمال (نجم الجدي)، ويلاحظ أن نجم الجدي Polaris يكاد لا يتحرك. ويمكن لذلك رؤية النجم القطبي في جميع فصول السنة. وتبين الصورة تغير موقع النجوم خلال دورة 24 ساعة، والكوكبتان الموصلتان بخطوط زرقاء هما كوكبة ذات الكرسي وشكلها مثل حرف W وكوكبة الدب الأكبر وبأي منهما يمكن معرفة النجم القطبي

.

## اقرأ أيضا
- سماء الصيف
- سماء الخريف
- سماء الشتاء
- خارطة النجوم